# Lansdale
Lansdale est un borough dans le Comté de Montgomery, en Pennsylvanie.